# Henk Pijlman (bestuurder)
Hendrik Jan Pijlman (Tjalleberd, 10 maart 1955) is een Nederlandse voormalige leraar, bestuurder en D66-politicus. Van 2015 tot 2023 was hij lid van de Eerste Kamer der Staten-Generaal.

## Opleiding en loopbaan
Pijlman studeerde geschiedenis en Nederlands aan de lerarenopleiding Ubbo Emmius in Groningen en geschiedenis en Fries aan de Rijksuniversiteit Groningen. Na zijn studie was hij tot 1990 docent geschiedenis aan het Kamerlingh Onnes College in die stad.

## Gemeente Groningen
In 1985 werd hij lid van de gemeenteraad van Groningen voor D66, bij het vertrek van de toenmalige fractievoorzitter Geerten van Empel. Na de gemeenteraadsverkiezingen van 1986 werd hij fractievoorzitter en in 1990 werd hij wethouder voor Onderwijs, Sport, Cultuur en Bestuurlijke Vernieuwing. Onder zijn bewind kreeg Groningen een overdekte schaatsbaan, ijshockeystadion en zwemcomplex (Kardinge). Pijlman was verder verantwoordelijk voor het ontwikkelen van het landschapspark Kardinge, tussen de wijken Lewenborg en Beijum, dat begint met een intensieve zone nabij het sportcomplex en doorloopt tot in de (voormalige) gemeente Ten Boer waar aan een natuur- en landschapspark wordt gewerkt.
Pijlman stond aan de basis van de werkwijze van het Open planproces, waarin meer dan tot dan toe gebruikelijk was aandacht voor inspraak van burgers was. Het eerste voorbeeld daarvan was de publieksenquête voor de ontwikkeling van de Waagstraat. Pijlman was ook de grondlegger van het Gemeentelijk Referendum. Het eerste werd gehouden in 1994 over de afsluiting van het Noorderplantsoen voor autoverkeer. Groningen heeft sindsdien nog twee keer een referendum gehouden over de ontwikkeling van respectievelijk de noord- en de oostwand van de Grote Markt. Daarnaast zette Pijlman zich in voor de sport in Groningen. Zo was hij betrokken bij verschillende reddingsoperaties voor FC Groningen, en de initiatiefnemer tot de bouw van het nieuwe FC Groningen stadion Euroborg. Mede dankzij zijn inzet vond de start van de Giro d'Italia in 2002 in Groningen plaats.
Pijlman is vooral bekend geworden door de opzet van de Vensterschool. Ontwikkeld vanuit een afdelingsnotitie over "de volle dagschool" en geïnspireerd door initiatieven in Denemarken heeft Pijlman de basis gelegd voor de ontwikkeling van deze scholen die nu gemeengoed zijn in Nederland, veelal onder de naam Brede School. Pijlman gebruikt de term Vensterschool omdat de school door samenwerking met vele maatschappelijke organisaties de kinderen een venster moet bieden op de samenleving. Daarnaast is het een stille verwijzing naar de aan D66 verwante Deense partij Det Radikale Venstre. De Vensterschool was in eerste instantie bedoeld als middel om achterstandsbeleid van scholen beter te integreren. Onder Pijlman is dit uitgegroeid tot een poging om basisonderwijs beter te maken voor alle kinderen in de Stad.

## Hanzehogeschool Groningen
Op 16 september 2000 werd Pijlman lid en plaatsvervangend voorzitter van het College van Bestuur van de Hanzehogeschool Groningen en op 1 september 2004 voorzitter daarvan.
Over de periode 1993-2003 had de Hanzehogeschool (net als diverse andere onderwijsinstellingen) geld gekregen in het kader van nascholing en bijscholing. Uit parlementair onderzoek onder leiding van Gert Schutte was gebleken dat deze bedragen deels onterecht waren uitgekeerd. Het ministerie van Onderwijs vorderde de bedragen terug, in geval van de Hanzehogeschool ging het om een bedrag van 2,4 miljoen euro. De Hanzehogeschool ging in beroep bij de Raad van State tegen een deel van deze terugvordering, namelijk 1,5 miljoen. De Raad van State wees het beroep af. Er was geen fraude gepleegd, maar het ging om een verschil in interpretatie van regels over welke studenten in aanmerking zouden komen voor gesubsidieerd onderwijs.
Pijlman stopte per 1 januari 2021 bij de Hanzehogeschool Groningen. Op 17 december 2020 heeft hij afscheid genomen. Tijdens zijn afscheid werd hij benoemd tot ereburger van de gemeente Groningen.

## Eerste Kamer en nevenactiviteiten
Van 9 juni 2015 tot en met 12 juni 2023 was Pijlman lid van de Eerste Kamer. Daarin was hij vicevoorzitter van de Eerste Kamercommissie voor Onderwijs, Cultuur en Wetenschap (OCW). Daarnaast bekleedt Pijlman diverse nevenfuncties; sinds 1 januari 2016 ambassadeur van Eurosonic Noorderslag.
In 2018 publiceerden onderzoeksjournalisten van Follow the Money de salarissen van alle senatoren. Daaruit bleek dat het salaris van Pijlman jaarlijks 10.000 euro boven de Balkenendenorm lag, doordat hij naast zijn Kamerlidmaatschap ook voorzitter was van de Hanzehogeschool.
Sinds 1 januari 2021 is Pijlman onafhankelijk voorzitter van Pro VSO Groningen en voorzitter van de Raad van Toezicht van Streekziekenhuis Koningin Beatrix, sinds 1 juni 2021 voorzitter van de Raad van Commissarissen van WMD, sinds 1 september 2021 lid van de Raad van Toezicht van Coöperatie De Monnik en sinds 1 oktober 2021 voorzitter van de begeleidingscommissie Teruggave Joods Vastgoed na WO 2.

## Persoonlijk
Pijlman is getrouwd.
- Parlement.com: vjrhnlsna8ld